# Б'янко Б'янкі
Б'янко Б'янкі (італ. Bianco Bianchi, 6 квітня 1917 — 17 липня 1997) — італійський велогонщик.
Срібний призер Олімпійських Ігор 1936 року в командній гонці переслідування на 4000 м.